# 緑山高校
『緑山高校』（みどりやまこうこう）は、週刊ヤングジャンプにおいて1984年21号から1987年50号まで連載されていた桑沢篤夫による日本の野球漫画。雑誌掲載時は「創刊5周年記念新連載」と銘打たれた。単行本は全20巻、セレクション版が全12巻。他にコンビニコミックも発売された。

## 甲子園編

### ストーリー
第66回全国高校野球選手権福島県大会。創立されたばかりの緑山高校が優勝候補の神堂高校を破り、甲子園出場を決めた。エースピッチャー・二階堂の傍若無人さで波乱を巻き起こしつつ、緑山ナインは甲子園大会でも強豪校を次々と破り勝ち進んでいく。

### 登場人物

#### 緑山高校（みどりやまこうこう）
福島県の男女共学の私立高。新設校であるため全員が1年生。打順はじゃんけんで決定されたものであるが、時々変更される。福島大会のチーム打率は2割以下。『意外性の緑山』と評されている。ブラスバンド部はあるがドレミの練習段階だったため、甲子園では手拍子の応援に。
- 二階堂定春（にかいどう さだはる）

声：千葉繁
背番号1。9番（時に1番）、投手。左投げ左打ち。1969年4月1日生まれ。身長198cm、体重110kg。
投げては200km/h近い速さの超剛速球を武器に相手のバットや腕をへし折りつつ三振の山を築き、打ってはバックスクリーンをぶち抜き遥か場外まで飛ばすほどの凄まじい打球を放つ史上最強の高校球児。その規格外な投打力のため、彼が出場する試合では選手・観客を含め瀕死の重傷者が数多く出ている。また、馬鹿力と屈強な体格により喧嘩も凄まじく強い。
性格は極めて自分勝手で傲慢、かつかなりの気分屋。「野球は完璧なピッチャーが一人いれば勝てる」というモットーを持ち、常に周囲を見下すため他の部員の反感を買いやすく、犬島と並んでチームの不協和音の原因となっている。気が乗らないと露骨に棒球を投げることもあり、これが失点の原因となる。一度だけフォークボールを投げたこともある。実家はヤクザ。
ナムコの野球ゲーム・ファミスタシリーズの『プロ野球ワールドスタジアム』（PCエンジン版）や『ファミスタ'89 開幕版!!』『ファミスタ'90』、また『プロ野球ファミリースタジアム ペナントレース』（MSX2版）ではアニメスターズで190km/hの直球を投げる先発投手として登場するが、左投げではなく右投げである。登録名は「にかいと」または「にかいと゛」。
- 犬島雅美（いぬじま まさみ）

声：玄田哲章
背番号2。5番（時に3番）、捕手。右投げ右打ち。1969年1月1日生まれ。身長172cm、体重72kg。
二階堂とは犬猿の仲であるが、二階堂の球を受け止めることのできる唯一無二の捕手。二階堂の超剛速球を受け続けたことにより、甲子園準々決勝で左手を破壊される。何事も気合で乗り切ることを身上としており、能力重視の二階堂とは水と油。一方、二階堂と同等の傲慢さで、チームメイトからの信望は薄い。花岡とは中学生時代に2年間バッテリーを組んでいる。
甲子園1回戦・宮島商業戦ではチーム初ヒット及びサヨナラ3ランホームランを放った。2回戦・桜島戦では2回に先制2ランホームラン、4回にはツーベースを打つ。
ファミスタシリーズでは二階堂と同様、アニメスターズの選手として登場するがポジションは捕手ではなく中堅手となっている（アニメスターズの捕手は「と゛かへ゛」）。登録名は「いぬしま」。
- 花岡祐平（はなおか ゆうへい）

声：水島裕
背番号5。4番、三塁手・投手。右投げ両打ち。1969年2月28日生まれ。身長171cm、体重65kg。地区予選の打率は.280。
ミーティング中にトイレに行っている間に勝手にキャプテンに任命された。ただチームの中では一番の常識人で、中学生時代に投手として県大会ベスト4まで行った実績もあるため、部員からは一番人望がある。投手としての持ち球は速球、カーブ、シンカー。
神堂高校との予選決勝では好守備だけでなく、サヨナラ3ランランニングホームランを記録し、甲子園出場に大きく貢献した。
桜島戦では二階堂に代わり投手として登板。3回までは抑えていたが4回に捕まり、8失点を喫した。打撃面では4回に伊集院相手にホームランを記録している。
- 北村忠男（きたむら ただお）

声：久賀健治
背番号3。7番（時に8番）、一塁手。右投げ右打ち。1968年4月2日生まれ。身長174cm、体重60kg。
常にぼんやりとしていて無表情。桜島戦、海征院戦でタイムリーヒットを打つなど中々センスはある。犬島曰く「かかし野郎」。
- 宮一紀（みや かずのり）

声：久保田雅人
背番号4。2番、二塁手。右投げ右打ち。1969年3月10日生まれ。身長162cm、体重54kg。
レギュラーではいちばん小柄。準々決勝の海征院戦（アニメでは決勝の国明館戦）まではノーヒットだった。
- 白石守（しらいし まもる）

声：関俊彦
背番号6。6番、遊撃手。右投げ右打ち。1968年10月25日生まれ。身長167cm、体重67kg。
眼鏡とつぶらな瞳が特徴。打撃で魅せる場面が多く、その活躍あってアメリカ選抜に選ばれる。
桜島戦では好守備の他にツーベースを打った。その後、犬島の激励を受けて「俺はさっき（ヒットを）打ったから満足だ」と返し、不甲斐なさを露呈するも、それとは裏腹に勝ち越し2ランホームランを決めるなどセンスがある。
- 早坂徹（はやさか とおる）

声：安倍敦
背番号7。8番（時に7番）、左翼手。右投げ右打ち。1968年11月20日生まれ。身長175cm、体重73kg。
犬島と花岡がベンチで問答している間に三振を取られるほど不甲斐ない。花岡「よし、早坂かっ飛ばして来い!」早坂「もう三振しちゃったよ」といった具合である。しかし桜島戦では2点タイムリーツーベース、国明館戦では同点タイムリーを打つ活躍を見せる。
- 佐山義雄（さやま よしお）

声：星野充昭
背番号8。1番（時に9番）、中堅手。右投げ右打ち。1968年12月12日生まれ。身長171cm、体重71kg。
死球男。何度も血みどろになる。国明館戦では決死の守備でトリプルプレー、起死回生のタイムリーを記録、その苦労あってかアメリカ選抜に選ばれる。
神堂高校との予選決勝ではホームランを打ったが、チームメイトから無視された。
- 高村健一郎（たかむら けんいちろう）

声：堀本等
背番号9。3番（時に5番）、右翼手。右投げ右打ち。1968年7月18日生まれ。身長172cm、体重74kg。
細目。一応3番だがあまり目立たない。それでもセーフティーバントを決めるなど要所で活躍し、佐山・白石と共にアメリカ選抜に選ばれる。
- 関口岳留（せきぐち たける）

声：森川智之
背番号10。内野手。右投げ右打ち。
タラコ唇。じゃんけんで負けて補欠にされた。桜島戦では補欠に降格させられた二階堂に代わってスタメンに抜擢されるもあえなく三振に終わり、二階堂から「だからいつまでたってもお前は補欠なんだ!」と罵声を浴びせられる。その後の打席でいいアタリを出すも守備に阻まれ悔しがった。
- 奥田

背番号11。
- 竹宮

背番号12。三塁コーチ。
- 渡辺規彰（わたなべ のりあき）

声：上田敏也
監督だが試合中はいつも寝ている。一度だけ采配を振ったが9回1アウトで送りバントをさせ、犬島から「監督はいつも通り寝てればよかったんですよ」と言われる始末。OVAでは「緑山高校監督」とクレジットされている。ただ甲子園行きが決まって練習する、サインを出すなどやることはやる。
- 山路先生

声：村國守平
二階堂の担任。裏山の畑からスイカを盗んで食べるなど、あまり素行は良くない。
- 校長

声：石森達幸
甲子園出場と共にプールの建設資金が消えたと嘆く。
- 教頭

声：椎橋重
予算工面のため、また、本来県下有数の進学校を目指して創立された経緯があるので、緑山の甲子園出場を快く思っていない。

#### 東真高校（とうしんこうこう）
福島県大会1回戦の対戦相手。番外編『剛球二階堂くんは15歳』に登場。
- 中崎（なかざき）：投手。右投げ。
- 原口（はらぐち）：4番、一塁手。右打ち。
- 中島（なかじま）：3番、三塁手。右打ち。
- 江上（えがみ）：2番。左打ち。
- 木下（きのした）：1番、左翼手。右打ち。
- 池内（いけうち）：犬島・花岡とは同級生。

#### 神堂高校（しんどうこうこう）
福島県大会決勝の対戦相手。優勝候補の強豪校。
- 室丈（むろたけ、声：桜井敏治）：6番、投手。右投げ右打ち。延長15回まで奮闘したが、力投虚しくサヨナラ負けを喫する。
- 三田村（みたむら、声：北島淳司）：4番、一塁手。左投げ左打ち。緑山ナインが怯むほどの気迫を放ち、二階堂の本気の球をホームランにした。
- 高山（たかやま）：2番、捕手。右投げ左打ち。気の抜けた二階堂から四球を選ぶ。
- 早坂（はやさか）：9番、遊撃手。左打ち。気の抜けた二階堂から長打を放ち、勝ち越すきっかけを作った。
- 本田（ほんだ）：5番、右翼手。右投げ右打ち。三田村に打たれ動揺した二階堂から四球を選ぶ。
- 監督（声：大塚明夫）：二階堂を打ち崩せない部員たちに激を飛ばす。

#### 宮島商業（みやじましょうぎょう）
広島県代表。1回戦の対戦相手。二連覇を狙う前年度の優勝校。
- 立石（たていし、声：関俊彦）：8番、投手。右投げ右打ち。眼鏡が特徴の超高校級投手で、速球に鋭く曲がるカーブ、フォーク、シュートを織り交ぜる。試合後半、大阪見物に行くべく奮起した緑山ナインに屈し、二階堂にバックスクリーン越えの2ランホームランを打たれ「俺の球はピンポン球か」と嘆く。
- 国枝 剛太（くにえだ ごうた、声：大塚明夫）：4番、捕手。右投げ右打ち。桁違いのパワーを持つ。初回では手を抜いた二階堂から満塁ホームランを打つが、その後本気を出した二階堂の前に連続三振を喫する。
- 島田（しまだ）：5番、一塁手。右投げ右打ち。27連続三振を狙う二階堂の最初の餌食となる。
- 長山（ながやま）：9番、二塁手。右投げ右打ち。
- 佐々木（ささき） :7番、三塁手。右投げ右打ち。二階堂の連続三振記録をストップさせるためバントの指示を受けるが、観客のヤジで昔の練習風景を思い出し、気合で二階堂の剛速球を跳ね返して記録を止めてみせた。
- 島村（しまむら）：3番、遊撃手。右投げ右打ち。初回に二階堂から四球を選んだ。
- 春井（はるい）：6番、左翼手。右投げ左打ち。犬島のサヨナラ3ランホームランを阻止しかけたが、自身がラッキーゾーンに落ちてしまい失敗。
- 上久保（かみくぼ）：2番、中堅手。右投げ左打ち。初回に二階堂から四球を選んだ。花岡の打球を取ろうとダイビングキャッチを試みた際に怪我を負って担架で運ばれた。
- 安斉（あんざい）：1番、右翼手。右投げ右打ち。初回に二階堂から四球を選んだ。
- 高本（たかもと）：外野手。怪我をした上久保の代わりに中堅手を守った。
- 監督（声：石森達幸）：冷静な判断で部員たちに的確な指示を出す。変化球投手攻略に照準を合わせ練習を積んできたが、それが裏目に出てしまった。

#### 桜島高校（さくらじまこうこう）
鹿児島県代表。2回戦の対戦相手。出場校中最高のチーム打率を誇り、1回戦ではベスト8の実力を持つ集北高校（しゅうほくこうこう）を24-0で完封した。守備も堅実。
- 伊集院（いじゅういん、声：中村大樹）：9番、投手。右投げ右打ち。アンダースローが特徴の1年生投手。伸びのある速球とキレの良いカーブ、シュートが武器。緑山戦では、先頭バッターの佐山にいきなりデッドボールを与えつつも序盤は何とか抑えていたが、二階堂が出撃した直後、ホームランを含む連続4長打を浴びて降板する。打撃面では、4回に花岡から2点タイムリーツーベースを打っている。
- 東郷（とうごう、声：小池浩司）：エース投手。右投げ右打ち。タラコ唇が特徴。口癖は「ふざけちょる」。鹿児島県大会では4試合を投げて失点0だった。登板直後、北村にクリーンヒットされ、続く二階堂にホームランを打たれる。打力は阿久根と二分しており、桜島高校で唯一二階堂の球をはじき返したが、本気を出した二階堂には歯が立たなかった。
- 阿久根（あくね、声：梁田清之）：4番、一塁手。左投げ左打ち。ケツアゴが特徴の強打者。集北戦では3打席連続ホームランを記録した。緑山戦では4回に先発の花岡から3ランホームランを打つが、二階堂に仇を取られる。
- 大口（おおぐち）：5番、捕手。右投げ右打ち。集北戦では4安打・ホームラン1本と活躍したが、緑山戦では目立たず終わった。
- 垂水（たるみ）：2番、二塁手。右投げ右打ち。4回に花岡から四球を選んだが、二階堂相手には手も足も出なかった。
- 枕崎（まくらざき）：7番、三塁手。右投げ左打ち。
- 国分（こくぶ）：3番、遊撃手。右投げ右打ち。4回に花岡、二階堂から四球を選んだ。
- 加治木（かじき）：1番、左翼手。右投げ右打ち。4回に花岡からランニングホームランを打った。後を継いだ二階堂相手には手も足も出なかった。
- 川内（せんだい）：8番、中堅手。右投げ右打ち。4回に花岡から2点タイムリーツーベースを放った。後を継いだ二階堂相手には手も足も出なかった。
- 串木野（くしきの）：6番、右翼手。右投げ右打ち。東郷が北村にヒットを打たれた際にはショックで捕球することができなかった。
- 監督：花岡＆二階堂を打ち崩せない部員たちに激を飛ばす。緑山対策も練ってはいたが、「迂闊だった」と敗北に悔しさを露にした。

#### 東京学院（とうきょうがくいん）
東京都代表。3回戦の対戦相手。イケメンが多く黄色い声援が飛ぶ人気チーム。OVA版では試合内容が省略されている。
- 神保一彦（じんぼ かずひこ、声：山口健）：5番、投手。右投げ右打ち。持ち球は伸びのある速球、キレ味の鋭いカーブ、シュート。ギャルに人気があり、いつも黄色い声援が飛ぶ。常に良心的な態度で緑山ナインに接するなど、人当たりも悪くはない。ワンバウンドの投球を二階堂にホームランされた。
- 永田（ながた、声：佐藤政道）：4番、捕手。右投げ右打ち。二階堂の球をジャストミートしたと思いきや、バックネットまで引きずられる。神保同様、常に良心的な態度で緑山ナインに接する。
- 若宮（わかみや）：3番、三塁手。右投げ右打ち。作中屈指のイケメン。攻守両面で主力を担う選手だが、OVA版では目立たない。二階堂からの同点ホームランもカットされている。
- 平河（ひらかわ）：6番、一塁手。左投げ左打ち。怪我を負った犬島相手に遠慮した二階堂からヒットを放った。
- 中野（なかの）：2番、二塁手。右投げ右打ち。
- 徳丸（とくまる）：8番、遊撃手。右投げ右打ち。
- 紀尾井（きおい）：7番、左翼手。右投げ右打ち。
- 隼（はやぶさ）：1番、中堅手。右投げ左打ち。
- 高輪（たかわ）：9番、右翼手。右投げ右打ち。
- 監督：OVA版では出番をカットされている。

#### 海征院（かいせいいん）
千葉県代表。準々決勝の対戦相手。この試合と準決勝の南国戦、決勝の国明館戦は延長戦に突入している。OVA版では試合内容が省略されている。
- 徳田綱吉（とくだ つなよし）：4番、三塁手兼投手。右投げ右打ち。監督の孫。二階堂からクリーンヒットを打ったらしい（描写はなし）。延長戦に入ってからリリーフとして登板するも、敗戦投手に。
- 丸岡（まるおか）：9番、投手。右投げ。
- 川上（かわかみ）：3番、捕手。右投げ左打ち。眼鏡が特徴。
- 立林（たてばやし）：5番、一塁手。左投げ右打ち。
- 青柳（あおやなぎ）：8番、二塁手。
- 宇野木（うのき）：6番、遊撃手。右打ち。
- 奥野（おくの）：7番、左翼手。右打ち。
- 北見（きたみ）：2番、中堅手。右投げ左打ち。
- 迫多（さこた）：1番、右翼手。左打ち。
- 徳田大輝：監督の孫で徳田綱吉の弟。OVA版では出番をカットされている。
- 徳田監督（とくだ、声：屋良有作）：犬島の負傷を見抜き、そこを突く冷酷非情な作戦で緑山を苦しめた。

#### 南国高校（なんごくこうこう）
高知県代表。準決勝の対戦相手。大会中、最も緑山を苦しめた。部員140名を誇るマンモス野球部で、その中から選び抜かれた9名でスタメンが構成されている。
- 岬田（みさきだ、声：梅津秀行）：6番、2年生投手。右投げ右打ち。最速152km/hの速球に加え、魔球「クロスファイヤーボール」を投げ、二階堂と「剛球対魔球」の頂上決戦を演じる。元々エース級の実力を持っていたが、相棒の海豊に完敗を喫し自信を喪失。海豊を討ち取れる球を会得するため、1年かけてクロスファイヤーボールを編み出した。独特のステップから繰り出されるクロスファイヤーボールは、150km/hを超える上、極めて変則的な軌道をとり、これが右バッターの死角に入るため、右打ちの打者にはまるで消えたかのように見えてしまう（左バッターなら見える）。が、そのフォームゆえに消耗が激しく、腕に多大な負担がかかると言う欠点を持つ。このため、緑山との試合後、岬田は右腕が使い物にならなくなった。
- 海豊（かいほう、声：郷里大輔）：4番、2年生捕手。右投げ右打ち。高校生離れした巨漢（犬島曰くやるスポーツを間違ったんじゃないのか）で、パワーだけならば二階堂をも凌ぐ。棍棒のような特製バットを片手だけでスイングするという異色のバッティングスタイル。腕を骨折しながらも二階堂の超剛速球を打ち返し、その後も棄権せず、左腕だけで捕手を務めたり二階堂に挑むなどの死闘を演じた。
- 黒谷三郎（くろたに さぶろう、声：銀河万丈）：3番、三塁手。右投げ左打ち。坂本龍馬を敬愛し「北辰一刀流打法」を武器とするも、二階堂からは「ネンキの入った馬鹿」と言われてしまう。活躍は別として存在感はあった。
- 佐輪知遼司（さわち りょうじ、声：荒川太郎）：1番、中堅手。右投げ左打ち。信じがたい俊足の持ち主で、予選を含めた甲子園準決勝までの全ての試合で出塁率100%という冗談のような記録を保持していた。緑山戦でもいきなり振り逃げで三塁まで進み、花岡らの度肝を抜き、自分の身を犠牲にして犬島のホームランを防ぐ。これらの活躍から、アメリカ選抜に選ばれている。
- 五台（ごだい）：5番、一塁手。右投げ右打ち。元4番候補で、海豊が現れるまでは次期主砲とされていた。
- 桂木（かつらぎ）：2番、二塁手。右打ち。167センチの小兵だが、甲子園で2本のホームランを打っている。
- 立林（たてばやし）：8番、遊撃手。右打ち。眼鏡が特徴。
- 滝（たき）：7番、左翼手。右投げ左打ち。
- 土山（つちやま）：9番、右翼手。右投げ右打ち。元エースで、岬田にその座を奪われた。佐輪知の好プレーを受け継ぎ、見事に守備でカバーする。
- 中岡田監督（なかおかだ、声：辻村真人）：岬田と海豊の加入で甲子園優勝を確信したが、緑山が相手では甘い考えでしかなかった。

#### 国明館（こくめいかん）
大阪府代表にして春のセンバツ優勝校。決勝の対戦相手。メンバー全員が高校球児の鑑と呼ぶべき人格の持ち主で、緑山ナインとは対極にある。
- 佐田丸建二（さだまる けんじ、声：神谷明）：5番、投手。右投げ右打ち。ライバル校を全て緑山に倒され、緑山打倒に燃える。91イニング無失点を誇る快腕投手ではあったが、前日に岬田のクロスファイヤーボールに散々苦しめられていた緑山にとっては「打ちやすい球」でしかなく、日本選抜チームに選出される目標に燃える緑山ナインに散々に打ちまくられた。しかしチームメイトのファインプレーに助けられながらも力投する。緑山を「こいつら、遊んでるとしか思えん」と評する。
- 立浪茂信（たつなみ しげのぶ、声：江原正士）：4番、右翼手。右投げ右打ち。身体頑強で、ラッキーゾーンフェンスに激突しても逆にフェンスがへし曲がるほど。アメリカ選抜から外されると思って気落ちした二階堂が投げたやる気のない球を快打するが、結局は緑山ナインの欲望に敗れた。彼曰く、「こいつら、佐田丸の球を何じゃと思っとるんじゃ!」。
- 浜口光太（はまぐち こうた、声：小形満）：6番、捕手。右投げ右打ち。苦しむ佐田丸を健気にリードする。また、鉄壁のブロックで花岡のランニングホームランを阻止した。アメリカ遠征編では、二階堂の剛球をキャッチできず犬島に交代する。

※以下の選手は目立たないが、正統派高校球児としての意地を見せている。「ウチ（国明館）にはお前（佐田丸）しかおらん! お前でここまで来たんや!」「佐田丸! お前投げて俺達はここまで勝って来たんや! お前の甲子園や!」。
- 吉垣（よしがき）：1番、左翼手。右投げ左打ち。
- 田辺（たなべ）：2番、中堅手。右投げ右打ち。
- 東（あずま）
- 武神（たけがみ）：3番、三塁手。右投げ右打ち。10回に勝ち越しホームランを打った。
- 伊東（いとう）：9番、二塁手。右投げ右打ち。9回に3打点を挙げる。
- 南（みなみ）

### アニメ版
『緑山高校 甲子園編』のタイトルで1989年から1990年にかけてOVAがリリースされた。全10巻。OVAの1 - 4話を再編集した劇場版も1990年に公開された。1986年より発売された『湘南爆走族』のOVAがレンタルビデオを中心に大ヒットした経緯から、『ビー・バップ・ハイスクール』など同種の青年誌の漫画がレンタルビデオ店向けを念頭に盛んにOVA化されていた経緯があるが、その中でもこの『緑山高校』は、集中線と効果線を多用した当時のアニメとしては異様な作画、一見スポコン風ながら打線が爆発して甲子園が炎上（文字通りの意味で）するような破天荒な展開、千葉繁をはじめとする豪華声優陣の怪演などからカルト的人気を博し、読売テレビの『アニメだいすき!』でも1990年より地上波放映された。
1995年よりNHK BS2の「衛星アニメ劇場」でOVA版を再編集して放映された。全20話。「衛星アニメ劇場」版では、OVA版のED『遅れて来た勇者たち』（野澤恵）に代わり、OVA版の劇伴を担当した片倉三起也の主宰するALI PROJECTの「ストロベリーパイをお食べ」がテーマソングに採用された。
2006年12月6日にはOVAと劇場版を完全収録し、サウンドトラックCDを同梱したDVD-BOXが限定販売された。2015年11月11日にはBCリーグの福島ホープスとのコラボレーションコミックを収録したBlu-ray版が販売された。
2015年より「OVA版」のオンライン配信を開始。それとは別に、2021年より「衛星アニメ劇場版」のオンライン配信も開始された。

#### スタッフ
- 企画・製作：廣瀬和好
- 原作・構成・監修：桑沢篤夫
- 監督：池田成
- 構成・演出：池田成、前園文夫、湖山禎崇
- 作画監督・キャラクターデザイン：鈴木信一
- 美術：荒井和浩
- 撮影：岡崎英夫
- 編集：掛須秀一
- 音楽：岩田雅之、西脇辰弥、 小野裕之、片倉三起也
- 効果：糸川幸良、横山正和
- 録音：上村利秋
- 劇場版51サウンドデザイン：北沢由香
- 音響演出：高橋朗
- 企画協力：桑沢プロダクション
- 協力：週刊ヤングジャンプ、ソニーPCL
- アニメーション制作：有限会社バルク、あにまる屋
- 制作：本多敏行
- 制作担当：名嘉邦夫、西谷弘子
- 製作・著作：有限会社バルク

#### 主題歌
- OVA版 ED 「遅れて来た勇者たち」 作詞：野澤恵・枯堂夏子 作曲：前田克樹 編曲：根岸貴幸 歌：野澤恵
- 衛星アニメ劇場版 OP/ED 「ストロベリーパイをお食べ」 作詞：宝野アリカ 作・編曲：片倉三起也 歌：ALI PROJECT

#### その他キャスト
- 塁審：椎橋重
- 女生徒：久梨原れな、安永沙都子
- アナウンサー：村山明
- アンパイア：小室正幸
- うぐいす嬢：河原佳代子

#### エピソード(OVA版)
1. 全員一年生の甲子園
2. 剛球豪打二階堂!
3. なるか27三振!? なるか大阪見物!?
4. 対桜島! エースはオレだ!!
5. なにはなくとも二階堂
6. 怖いもの知らずのベスト4
7. 今度は勝てない緑山高校
8. オレのおかげでもう止まらない
9. 決勝戦はオレが主役だ!!
10. 夢にまで見なかった真紅の大優勝旗!

## アメリカ遠征編

### ストーリー
甲子園で活躍した面々がアメリカに舞台を移し、ニューヨーク選抜やロサンゼルス選抜を相手に試合を行うことになった。二階堂の常軌を逸したパワーはアメリカでも通用するのか。

### 登場人物

#### 全日本
- 二階堂定春：相変わらずの規格外ぶり。
- 犬島雅美：控えだったが二階堂の球は彼しか捕れないので試合に出場。
- 花岡祐平：一応レギュラー。
- 佐山義雄
- 高村健一郎
- 白石守
- 佐田丸建二：先発するが通じず。
- 浜口光太
- 立浪茂信
- 黒谷三郎
- 佐輪知遼司
- 緒田京助（おだ きょうすけ）
- 監物武蔵（けんもつ たけぞう）
- 五ノ上大介（ごのうえ だいすけ）
- 青木一（あおき はじめ）
- 神保一彦
- 真奈辺哲治（まなべ てつはる）

#### ニューヨーク選抜
- グットン
- ロバート
- ボブ・ブレアー
- デュンディー・サリバン

#### ロサンゼルス選抜
- マービン・ストーン
- ディーン・サリバン

## 2年生編

### ストーリー
春のセンバツに出場した緑山高校。二階堂不在のため花岡が投手として出場し、決勝戦まで勝ち進むが広島県代表・大崎島高校のエース、正田悠吾の前に1安打27三振を喫し、準優勝に終わる。
その後、二階堂は迷惑をかけたお詫びにと甲子園常連校5校と練習試合を組むが、却って反感を買い、二階堂抜きで試合を行うことに。一方、二階堂も新たに入部した1年生と新緑山を結成し、試合を行うことになった。

### 登場人物
- 若宮
- 武藤
- 岬田：再帰不能だったが左腕投手となり復活。
- 海豊
- 正田悠吾（しょうだ ゆうご）
- 国枝：甲子園編に登場した国枝剛太の弟。

## プロ野球編

### ストーリー
緑山高校を中退した二階堂はその年の暮れ、ドラフト1位で東京ジャイアントに入団し、プロ野球に活躍の場を移すことになる。

### 登場人物
- 二階堂定春：東京ジャイアント（読売ジャイアンツがモデル）の投手。背番号101。

- 頭藤（ずとう）：東京ジャイアントの二軍監督。須藤豊がモデル。

- HO：東京ジャイアントの監督。王貞治がモデル。

- 山村（やまむら）：難波（なにわ）タイカース（阪神タイガースがモデル）の監督。村山実がモデル。

- 真由（まゆ）：真弓明信がモデル。

- 北町（きたまち）：北村照文がモデル。

- 海豊
- 佐田丸建二
- 国枝剛太
- KONTOH：ドロゴンズ（中日ドラゴンズがモデル）の投手。近藤真市がモデル。

## その他
本作のタイトルである「緑山高校」は、作者の桑沢篤夫の母校である学校法人石川高等学校がイメージされている。

## DVD/Blu-ray
- Blu-ray：「こんぷりーと・ぶるーれい《完封盤》」平成27年11月11日[2][3]。